# Sennfelder und Gochsheimer Friedensfeste
Die Sennfelder und Gochsheimer Friedensfeste, auch  Sennfelder und Gochsheimer Kirchweihen (Schweinfurter Dialekt: Kärm oder Kirm), in den Gemeinden Sennfeld und Gochsheim gehen auf die Wiedererlangung der Reichsfreiheit und der Rechte auf freie Ausübung protestantischen Glaubens im Jahr 1649 zurück. Sie finden zeitgleich mit der Kirchweih statt. Sie sind die Hochfeste des Jahres in beiden Orten, zu denen Tausende Besucher aus dem Raum Schweinfurt zusammenkommen und Weggezogene zurückkehren. Beide Orte tragen den Titel ehemals kaiserlich unmittelbares und freies Reichsdorf. Die beiden großen Dörfer liegen vor den Toren der ehemaligen Reichsstadt Schweinfurt.
2016 wurden beide Feste von der Deutschen UNESCO-Kommission in das Bundesweite Verzeichnis des immateriellen Kulturerbes aufgenommen.

## Geschichte
Die Friedens- und Freudenfeste in Sennfeld und Gochsheim gehen auf die Wiedererlangung der Reichsfreiheit 1649 zurück. 1635 ging die Reichsfreiheit verloren. Im Verlauf des Dreißigjährigen Kriegs waren die reichsfreien Dörfer dem Würzburger Fürstbischof zum Lehen gegeben worden. Ein Jahr nach Verkündung des Westfälischen Friedens wurde am 14. August 1649 der Restitutions-Receß (Wiederherstellungs-Vertrag) in Schweinfurt aufgesetzt. Nach 14-jährigem Rechtsstreit erhielten Sennfeld und Gochsheim ihre Rechte als reichsfreie Dörfer zurück.
„Und wurde hierauf der 12. Trinitatis von unseren Voreltern das erste Mal ein solennes Friedensfest mit Singen, Musizieren und Predigen gehalten, und dem allerhöchsten Gott für somit erzeigte Hilfe von jung und alt unter großem Zulauf der Schweinfurter, welche dem Gottesdienst ebenfalls mit beiwohnten, herzinnigst gedankt.“
In Gochsheim wird das seit 1650 belegte Friedensfest von Anfang an zusammen mit der Kirchweih gefeiert. In Sennfeld wurde nach Errichtung der neuen Dreieinigkeitskirche im Jahre 1705 das Friedensfest und das Kirchweihfest zusammengelegt. Die ursprüngliche Bezeichnung Friedensfest wurde im Sprachgebrauch seit dem 19. Jahrhundert mehr und mehr durch Kirchweih ersetzt.
Seit dem 19. Jahrhundert sind Festbeschreibungen mit den wesentlichen Elementen Singen, Musizieren und Predigen überliefert.

## Hintergrund

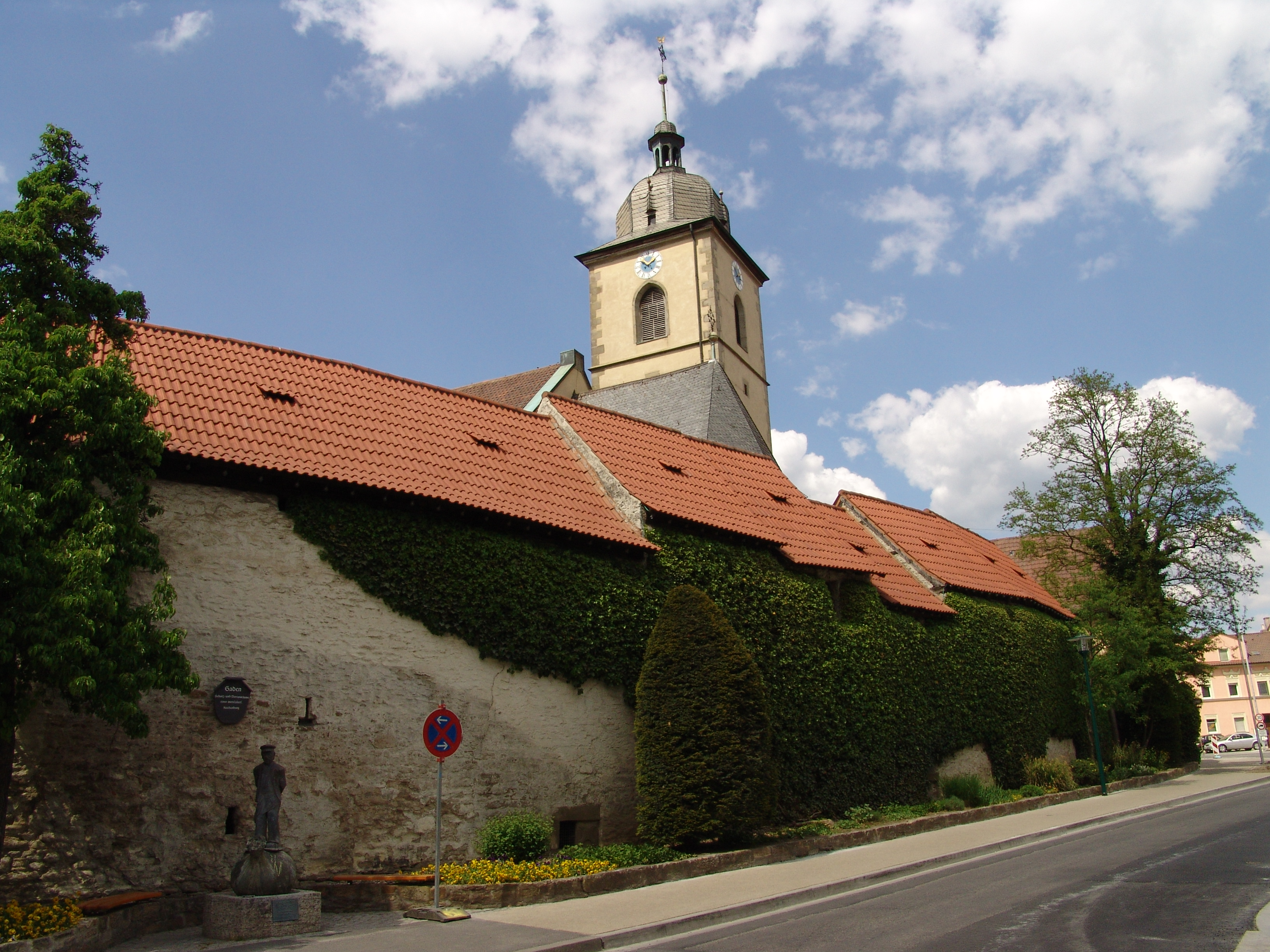
Gochsheimer Kirchenburg

Die beiden Friedensfeste gehören zu den traditionsreichsten Festen Frankens. Sennfeld ist ein bedeutendes Zentrum Fränkischer Tracht. Eine imposante historische Festkulisse in Gochsheim bildet die Gochsheimer Kirchenburg.
Sennfeld und Gochsheim sind seit alters her weithin bekannte, wohlhabende Gärtnerdörfer, nahe dem Schweinfurter Marktplatz, im sehr fruchtbaren Schweinfurter Land. Die Bevölkerung konnte sich seit historischer Zeit, ähnlich wie im zweiten fränkischen Trachtenzentrum, dem Ochsenfurter Gau, besondere Trachten leisten. Beide Feste widerspiegeln die Lebensfreude der Bevölkerung in Weinfranken, mit ungezählten Festen und dem Bemühen, diese über möglichst viele Tage auszudehnen.
Auch die Schweinfurter betrachten beide durch den Stadtbus erreichbaren Feste als die wichtigsten Traditionsfeste ihrer Heimat, da das Schweinfurter Volksfest über viel weniger Tradition verfügt.

## Die Feste

### Termine
Die Feste finden jeweils am ersten Sonntag im September statt. Sie beginnen jedoch bereits samstags und enden montags, so wie auch viele andere Feste und Kirchweihen im Schweinfurter Raum, wobei der Montag kein Anhängsel darstellt, sondern bei Besuchern sehr beliebt ist. Am darauffolgenden Wochenende finden samstags und sonntags die beiden Nachkirchweihen statt.

### Organisation
Mit der Organisation des Festes wird in Sennfeld der lokale Volkstrachtenerhaltungsverein beauftragt. Bis heute ist das Gochsheimer Friedensfest ein freier Burschenplan und wird von jungen, unverheirateten Männern  (örtliche Burschenschaft) in eigener – auch finanzieller – Verantwortung durchgeführt.

### Besondere Merkmale
Charakteristisch für beide Feste ist der Plantanz. Die Feste finden am Plan statt. So wird der zentrale Dorfplatz in mehreren  Dörfern, insbesondere im Raum Schweinfurt genannt. Traditionell wird auf der zu Schweinfurt näher liegenden Sennfelder Kirchweih (Sennfldder Kärm) Bier und auf der Gochsheimer Kirchweih (Gochsumer Kärm) Wein ausgeschenkt.

### Festverlauf
Am Samstag wird in Sennfeld eine rund 30 m hohe Kiefer von den Planburschen per Hand vor der Pfarrkirche aufgestellt. In Gochsheim holen am selben Tag die Fichtenburschen im Gemeindewald Fichten und stellen sie unter Musikbegleitung an den Eingängen der Gastwirtschaften auf. Die Planburschen, unverheiratete, junge Männer, holen den Planbaum, eine etwa 10 bis 15 m hohe Fichte.
Am Sonntag tanzen die Planburschen zuerst mit kleinen Mädchen (Gensdreckli), dann mit ihren jeweiligen Planmädchen und schließlich dürfen auch alle weiteren Festbesucher auf die Tanzfläche. In fränkischer Festtagstracht werden traditionelle Rundtänze wie Walzer, Rheinländer, Schottisch und Dreher getanzt. Charakteristisch sind die mit bunten Bändern geschmückten Zylinder der Planburschen. Sonntags folgen Gottesdienst, Planrede und Plantanz.
Am Kirchweihmontag (Kerwamandi) wiederholt sich das Zeremoniell vom Sonntag und es wird vom Nachmittag bis in die Nacht hinein getanzt.
Am Kirchweihdienstag (Kerwädiensdi) werden Ständele (Ständchen) vor den Häusern des Pfarrers, des Bürgermeisters und der Planmädchen vorgetragen, bevor der Tag mit gemeinsamem Eierschmalzessen beendet wird.
Am Mittwoch findet ein Gemeinsames Grenzsteinfest der beiden Gemeinden an ihrer gemeinsamen Grenze statt.
Am nachfolgenden Wochenende klingen die beiden Feste jeweils mit der Nachkirchweih mit demselben Zeremoniell aus. Karussell, Schießbuden und vieles mehr gehören auch zur Kirchweih.